# Stade Anjalay
Stade Anjalay – to wielofunkcyjny stadion w Belle Vue Maurel na Mauritiusie. Swoje mecze rozgrywają na nim drużyny AS Rivière du Rempart, Pamplemousses SC, AS Port-Louis 2000 i Arsenal Wanderers oraz reprezentacja Mauritiusa w piłce nożnej. Stadion pomieści 15 000 widzów. Był ostatnio odnowiony w 2003 roku.